# Packard 200
Packard 200 — легковой автомобиль, выпускавшийся Packard Motor Car Company в Детройте, штат Мичиган, в 1951 и 1952 годах. Модель «200» являлась наименее дорогой в линейке Packard, имела короткую колёсную базу и наименее мощный рядный 8-цилиндровый двигатель объёмом 288 куб. футов (4,7 л).
Параллельно выпускался также Packard 250, использовавший кузов и колёсную базу модели 200, но имевший более мощный рядный 8-цилиндровый 357-кубовый (5,4 л) мотор.

## История
Packard 200 был введён в модельный ряд 24 августа 1950 года, как наименее дорогая модель, предназначавшаяся для замены линейки Packard Standard, свёрнутой в 1951 году. Модель 200 дебютировала, как часть полностью переработанного Джоном Рейнхартом (John Reinhart) модельного ряда Packard. Наработки дизайна Рейнхарта («High Pockets») использовались до самого прекращения производства автомобилей Packard в 1956 году.
В отличие от моделей Packard 300 и Packard Patrician 400 с колёсной базой в 127 дюймов (3200 мм), модели 200 и 250, являвшиеся «младшими», имели колёсную базу в 122 дюйма (3100 мм). Стандартные модели 200 имели кузова четырёхдверный седан, двухдверное купе и трёхместное бизнес—купе (без задних сидений). Внешне похожие на «старших» собратьев, они не имели декоративного орнамента на капоте, окантовок на заднем стекле, а задние фонари были вертикальными, а не горизонтальными.
В марте 1951 года представлена модель 250 для заполнения «вакуума» модельного ряда Packard, не имевшего моделей с кузовами хардтоп и кабриолет. Кроме того, 250 получили «реактивные» решётки на задних крыльях и улучшенную тканевую отделку.
Все Packard 200 имели двойной звуковой сигнал, солнцезащитные козырьки над ветровым стеклом, бамперы с «клыками», запасное колесо и домкрат. Комплектация Deluxe включала стандартную отделку салона, колёса с боковой белой отделкой, хромированные колёсные колпаки, а также указатели поворота.
Дополнительно Packard мог оснащаться радиоприёмником, отопителем, тонированными стёклами, ковровым покрытием. Packard оснащались тормозами «Easamatic», совместной маркой с Bendix.
В 1952 году автомобили подверглись минимальным изменениям, касавшихся, в основном, изменения отделки салона, и вскоре производство моделей 200 и 250 было прекращено.

## Статистика производства
Общий объём производства Packard обеих моделей за два года:
- 1951, 200 (Standard — все типы кузова), 24,310 штук.
- 1951, 200 (Deluxe — все типы кузова), 47,052 штук.
- 1951, 250 (все типы кузова) 4,640 штук (частичный подсчёт, представлен в марте 1951 года).
- 1952, 200 (Standard — все типы кузова), 39,720 штук.
- 1952, 200 (Deluxe — все типы кузова), 7,000 штук.
- 1952, 250 (все типы кузова), 5,201 штук.